# Iliana Rupert
Iliana Rupert (verheiratete Iliana Rupert Dossou-Yovo) (* 12. Juli 2001 in Sèvres) ist eine französische Basketballspielerin.

## Werdegang
Rupert entstammt einer Basketballfamilie: Mutter Elham spielte Basketball, Vater Thierry war französischer Nationalspieler. Ihr Bruder Rayan Rupert schlug ebenfalls eine Laufbahn als Leistungsbasketballspieler ein. Als Jugendliche betrieb Iliana Rupert auch Tennis, Schwimmsport und Tanz.
Als Jugendliche spielte sie Basketball für die Vereine Pau Nord Est (2005–2008), Élan Chalon (2008/2009), Le Mans SCM (2009–2014) und JS Coulaines (2014/2015). Nach drei Jahren am Leistungszentrum INSEP begann sie 2018 bei Tango Bourges Basket ihre Laufbahn als Berufsbasketballspielerin. 2019 bestritt sie ihr erstes Damen-Länderspiel für Frankreich. In den Spieljahren 2019/20 und 2020/21 wurde Rupert als beste junge Spielerin der Euroleague ausgezeichnet. Beim Draftverfahren der US-Liga WNBA wurde sie im April 2021 von den Las Vegas Aces ausgewählt.
Im April 2022 gewann Rupert mit Bourges den europäischen Vereinswettbewerb Euro Cup und wurde als beste Spielerin des Endspiels ausgezeichnet. 2022 wurde sie erstmals französische Meisterin. Anschließend verließ sie Bourges, um für die Las Vegas Aces in den Vereinigten Staaten zu spielen und nach dem Abschluss der dortigen WNBA-Saison Virtus Bologna in Italien zu verstärken. Rupert gewann mit Las Vegas im September 2022 den WNBA-Meistertitel. Anfang Februar 2023 wurde sie aus dem Aufgebot der Las Vegas Aces gestrichen, die Trennung erfolgte laut Rupert ihrem eigenen Wunsch entsprechend. Sie wechselte dann innerhalb der Liga zu Atlanta Dream.
Ende Juli 2024 nahm Çukurova BK Mersin aus der Türkei die Französin unter Vertrag. Rupert stand 2024 mit Frankreich im Endspiel der Olympischen Sommerspiele von Paris, dort verlor man 66:67 gegen die Vereinigten Staaten. Zur Saison 2025/26 wechselte sie zu Fenerbahçe Istanbul, vorher spielte sie im Sommer 2025 noch für die Golden State Valkyries in den Vereinigten Staaten.

## Erfolge
- Silbermedaille Olympische Spiele 2024
- Bronzemedaille Olympische Spiele 2020 (ausgetragen 2021)
- Silbermedaille Europameisterschaften 2019, 2021
- Bronze Europameisterschaft 2023
- WNBA-Meisterin 2022
- Französische Meisterin 2022
- Französische Pokalsiegerin 2019
- Silber U17-Weltmeisterschaft 2018
- U16-Europameisterin 2017 (als beste Spielerin des Turniers ausgezeichnet)
- Bronzemedaille U16-Europameisterschaft 2016
- Euro-Cup-Siegerin 2022

## Sonstiges
Im Dezember 2023 heiratete sie Mathis Dossou-Yovo.